# Tomolonus reductus
 (août 2019).
Genre
Espèce
Tomolonus reductus, unique représentant du genre Tomolonus, est une espèce de collemboles de la famille des Tomoceridae.

## Distribution
Cette espèce se rencontre en Amérique du Nord.

## Publication originale
- Mills, 1949 : New North American Tomocerinae. Annals of the Entomological Society of America, vol. 41, no 3, p. 353-359.